# Хеві (Чохатаурський муніципалітет)
Хеві (груз. ხევი) — село в Грузії.
За даними перепису населення 2014 року в селі проживає 205 осіб.